# Cambridge (Illinois)
Cambridge és una població dels Estats Units a l'estat d'Illinois. Segons el cens del 2000 tenia 2.180 habitants.

## Demografia
Segons el cens del 2000, Cambridge tenia 2.180 habitants, 856 habitatges, i 595 famílies. La densitat de població era de 592,7 habitants/km².
Dels 856 habitatges en un 31,5% hi vivien nens de menys de 18 anys, en un 57,5% hi vivien parelles casades, en un 8,9% dones solteres, i en un 30,4% no eren unitats familiars. En el 26,2% dels habitatges hi vivien persones soles el 14% de les quals corresponia a persones de 65 anys o més que vivien soles. El nombre mitjà de persones vivint en cada habitatge era de 2,45 i el nombre mitjà de persones que vivien en cada família era de 2,95.
Per edats la població es repartia de la següent manera: un 24,6% tenia menys de 18 anys, un 9,8% entre 18 i 24, un 27,9% entre 25 i 44, un 21,7% de 45 a 60 i un 15,9% 65 anys o més.
L'edat mediana era de 38 anys. Per cada 100 dones de 18 o més anys hi havia 99 homes.
La renda mediana per habitatge era de 38.636 $ i la renda mediana per família de 46.786 $. Els homes tenien una renda mediana de 31.442 $ mentre que les dones 20.129 $. La renda per capita de la població era de 17.842 $. Aproximadament el 8,1% de les famílies i el 10,3% de la població estaven per davall del llindar de pobresa.

## Poblacions més properes
El següent diagrama mostra les poblacions més properes.